# Anticarsia monstratura
Anticarsia monstratura är en fjärilsart som beskrevs av Walker 1858. Anticarsia monstratura ingår i släktet Anticarsia och familjen nattflyn. Inga underarter finns listade i Catalogue of Life.